# Phytobia pseudobetulivora
Phytobia pseudobetulivora este o specie de muște din genul Phytobia, familia Agromyzidae, descrisă de Zlobin în anul 2008. Conform Catalogue of Life specia Phytobia pseudobetulivora nu are subspecii cunoscute.